# Endling

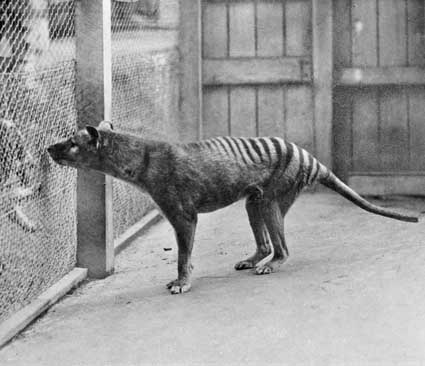
Benjamin era um endling, o último tilacino conhecido (lobo-da-tasmânia), fotografado no Zoológico de Hobart em 1933

Um endling (último indivíduo conhecido em tradução livre) é o último indivíduo conhecido de uma espécie ou subespécie. Uma vez que o último indivíduo morre, a espécie se extingue. O termo em inglês endling é um neologismo cunhado pela revista científica Nature. Nomes alternativos apresentados para o último indivíduo de seu tipo incluem ender e terminarch.
A palavra relicto também pode ser usada, mas geralmente se refere a uma população, em vez de um indivíduo, que é a último de uma espécie.

## Uso
A edição de 4 de abril de 1996 da Nature publicou uma correspondência na qual os comentaristas sugeriam que uma nova palavra, endling, fosse adotada para denotar o último indivíduo de uma espécie. A edição de 23 de maio da Nature publicou várias contrassugestões, incluindo ender (terminador), terminarch (trad. terminarca) e relictpinta(relicto).
A palavra endling apareceu nas paredes do Museu Nacional da Austrália em Tangled Destinies, uma exposição de 2001 de Matt Kirchman e Scott Guerin, sobre a relação entre os povos australianos e suas terras. Na exposição, a definição, como apareceu na Nature, foi impressa em letras grandes na parede acima de dois espécimes do extinto lobo-da-tasmânia : "Endling (s.) O último indivíduo sobrevivente de uma espécie de animal ou planta". Uma descrição impressa desta exposição oferecia uma definição semelhante, omitindo a referência às plantas: "Um endling é o nome dado a um animal que é o último de sua espécie".
Em The Flight of the Emu: A Hundred Years of Australian Ornithology 1901-2001, a autora Libby Robin afirmou que "o último indivíduo de uma espécie" é "o que os cientistas chamam de endling'".
Em 2011, a palavra foi usada no Earth Island Journal, em um ensaio de Eric Freedman intitulado "Extinction Is Forever: A Quest for the Last Known Survivors". Freedman definiu endling como "a último espécime conhecido de sua espécie".
Em The Sense of an Endling, a autora Helen Lewis descreve a noção de um endling como pungente, e a palavra como "maravilhosamente 'tolkienesca'".
Em Cut from history, o autor Eric Freedman descreve endling como "uma palavra com finalidade". Ele opina: "É assustador saber a data exata em que uma espécie desapareceu da Terra. É ainda mais medonho olhar para o local onde aconteceu e saber que ninguém sabia ou se importava na época com o que havia acontecido e por quê."

## Endlingsnotáveis

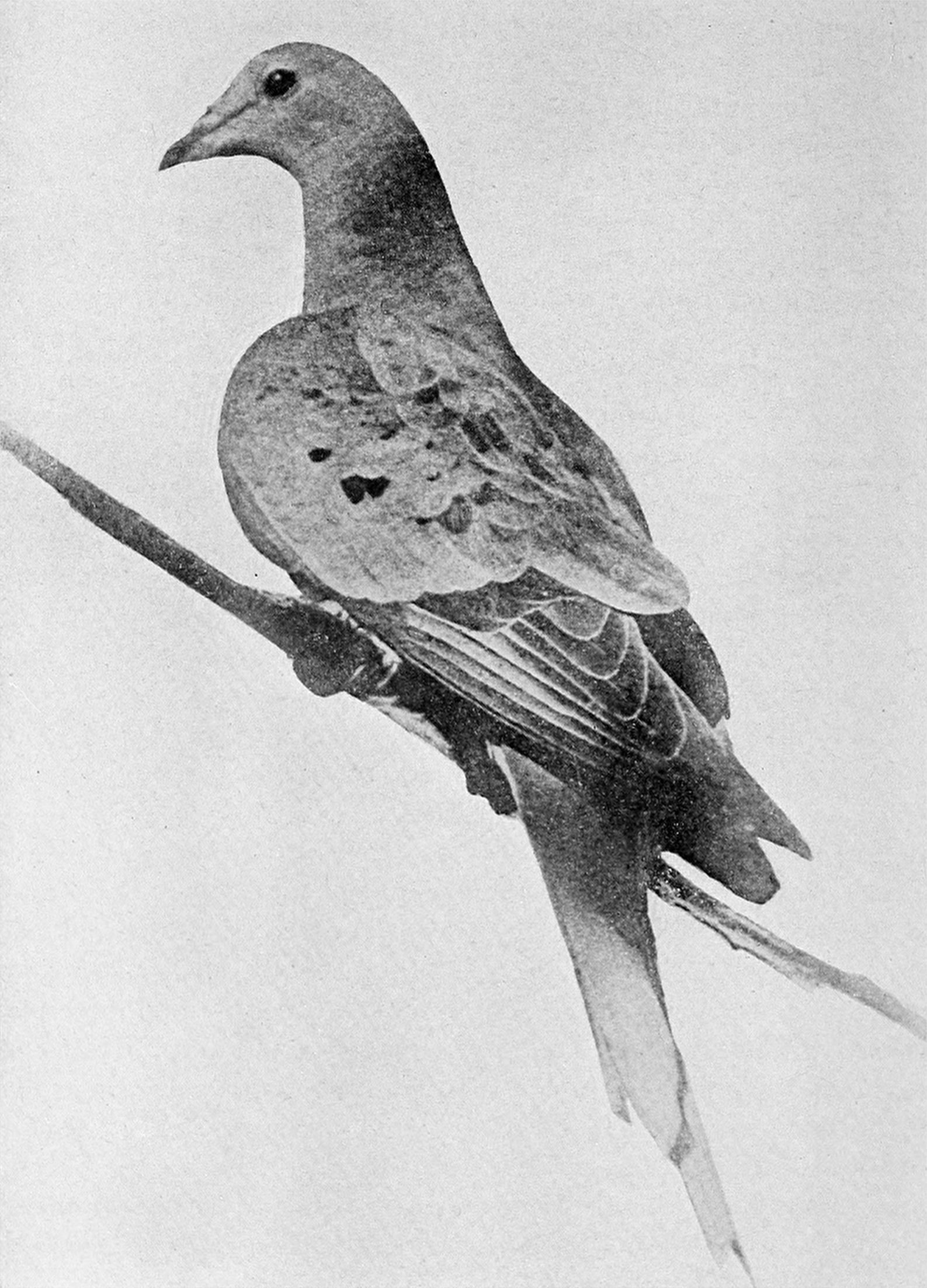
Martha, o último pombo-passageiro, morreu no Zoológico de Cincinnati em 1 de setembro de 1914

Esta não é uma lista abrangente de extinção contemporânea, mas uma lista de exemplos de alto perfil e amplamente divulgados de quando o último indivíduo de uma espécie foi conhecido.

### Aves

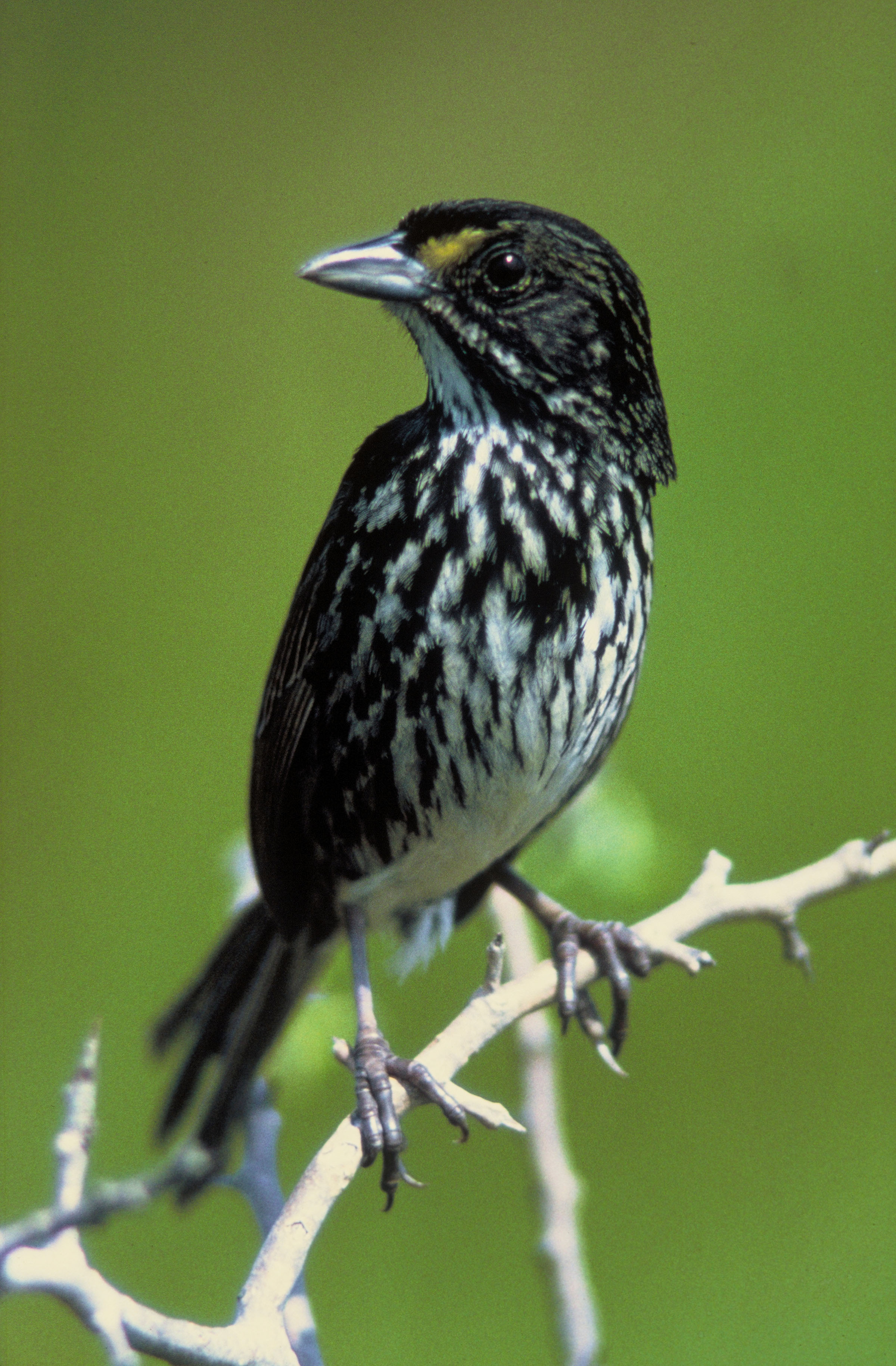
Ammospiza maritimus nigrescens, declarado oficialmente extinto em 1990

- Os últimos araus-gigantes conhecidos (Pinguinus impennis) foram mortos em 1844 por colecionadores de espécimes após muitos séculos de exploração de carne, ovos e óleo para queima. Um avistamento disputado em 1852 foi debatido.
- O pombo-passageiro (Ectopistes migratorius) foi extinto às 13h do dia 1 de setembro de 1914 com a morte de Martha, o último membro sobrevivente da espécie, no Zoológico de Cincinnati.[10][11] Antes extremamente abundantes, milhões de outros pombos-passageiros foram erradicados pela caça.
- Incas, o último periquito-da-carolina conhecido (Conuropsis carolinensis), morreu também no Zoológico de Cincinnati, em 21 de fevereiro de 1918.[11] A espécie foi declarada oficialmente extinta em 1939.
- Booming Ben, o último tetraz-das-pradarias (Tympanuchus cupido cupido), foi avistado pela última vez em 11 de março de 1932 em Martha's Vineyard, Massachusetts.[12]
- Orange Band foi o último tico-tico-marítimo-escuro (Ammospiza maritumus nigrescens) que morreu em 17 de junho de 1987 no parque zoológico Discovery Island no Walt Disney World Resort.[13]
- O ʻōʻō-de-kauai (Moho braccatus) foi visto pela última vez em 1985, e ouvido pela última vez em 1987, quando foi gravado pelo Cornell Lab of Ornithology. A morte do endling ʻōʻō representou a extinção não apenas de uma espécie, mas do gênero Moho e da família Mohoidae.[14]
- O último pica-pau-de-bico-de-marfim confirmado, uma fêmea, desapareceu em 1944,[15] embora tenha havido possíveis avistamentos do pássaro em anos posteriores, como 1967,[16] 1999,[17] 2004,[18] 2005 e 2006.[19] Esses avistamentos deixaram a questão de sua sobrevivência em debate.[20] O pica-pau-de-bico-de-marfim cubano não é visto desde 1987.[21]
- Em meados de 1997, restavam apenas 3 indivíduos confirmados de poúli-mascarado (Melamprosops phaeosoma). Um morreu em 2004 e os outros dois estão desaparecidos desde 2003 e 2004. A espécie foi declarada extinta em 2019.[22]
- O último sobrevivente da subespécie de zaragateiro-de-testa-ruiva (Garrulax rufifrons), Garrulax rufifrons slamatensis, é uma fêmea numa estação de resgate em Java.[23]
- Apenas 1–2 trepadeiras-da-bahama (Sitta insularis) podem estar vivas, localizadas nas florestas da Ilha Grande Bahama; uma busca em 2018 produziu vários avistamentos, mas não mais do que um ou possivelmente dois indivíduos foram avistados uma só vez, e eles podem ter sido mortos pelo furacão Dorian em 2019.[24][25]

### Mamíferos
- Em 1627, o último auroque, um ancestral de bovinos e gados, morreu em uma floresta perto do que hoje é Jaktorów, na atual Polônia.
- O quagga (Equus quagga quagga) foi extinto na natureza no final da década de 1870 devido à caça de carne e peles, e o endling da subespécie morreu em cativeiro em 12 de agosto de 1883 no Artis em Amsterdã.
- O tarpã foi extinto quando o último morreu em cativeiro em 1909.
- Em 7 de setembro de 1936, Benjamin, o último lobo-da-tasmânia conhecido (Thylacinus cynocephalus) morreu no Zoológico de Hobart, depois que a espécie foi caçada por agricultores até a sua extinção. Foi sugerido que Benjamin tenha morrido por negligência durante uma noite de condições climáticas excepcionalmente extremas na Tasmânia.[26] Benjamin não foi apenas o último indivíduo de lobo-da-tasmânia, mas o último indivíduo do gênero Thylacinus e até mesmo de toda a família Thylacinidae.
- Celia, o último íbex-dos-pirenéus (Capra pyrenaica pyrenaica), foi encontrada morta em 6 de janeiro de 2000 nos Pirenéus espanhóis, depois que a caça e a competição pelo gado reduziram a população a um único indivíduo.[27] Amostras genéticas foram retiradas dela antes de sua morte e colocadas em um zoológico congelado. A espécie foi clonada com sucesso da extinção por cientistas em 2003; no entanto, o clone viveu apenas sete minutos devido à insuficiência pulmonar. Um indivíduo não poderia ser clonado em uma população reprodutora; seriam necessários mais espécimes.
- Najin e sua filha Fatu em Ol Pejeta Conservancy são os dois últimos indivíduos do rinoceronte-branco-do-norte.[28]
- Aproximadamente dez espécimes de vaquita são o relicto de sua espécie.[29]
- O último baiji cativo (golfinho-do-yang-tsé), qiqi (淇淇), morreu em 2002 no Instituto de Hidrobiologia em Wuhan. Houve um avistamento posterior na natureza em 2004.

### Répteis e anfíbios

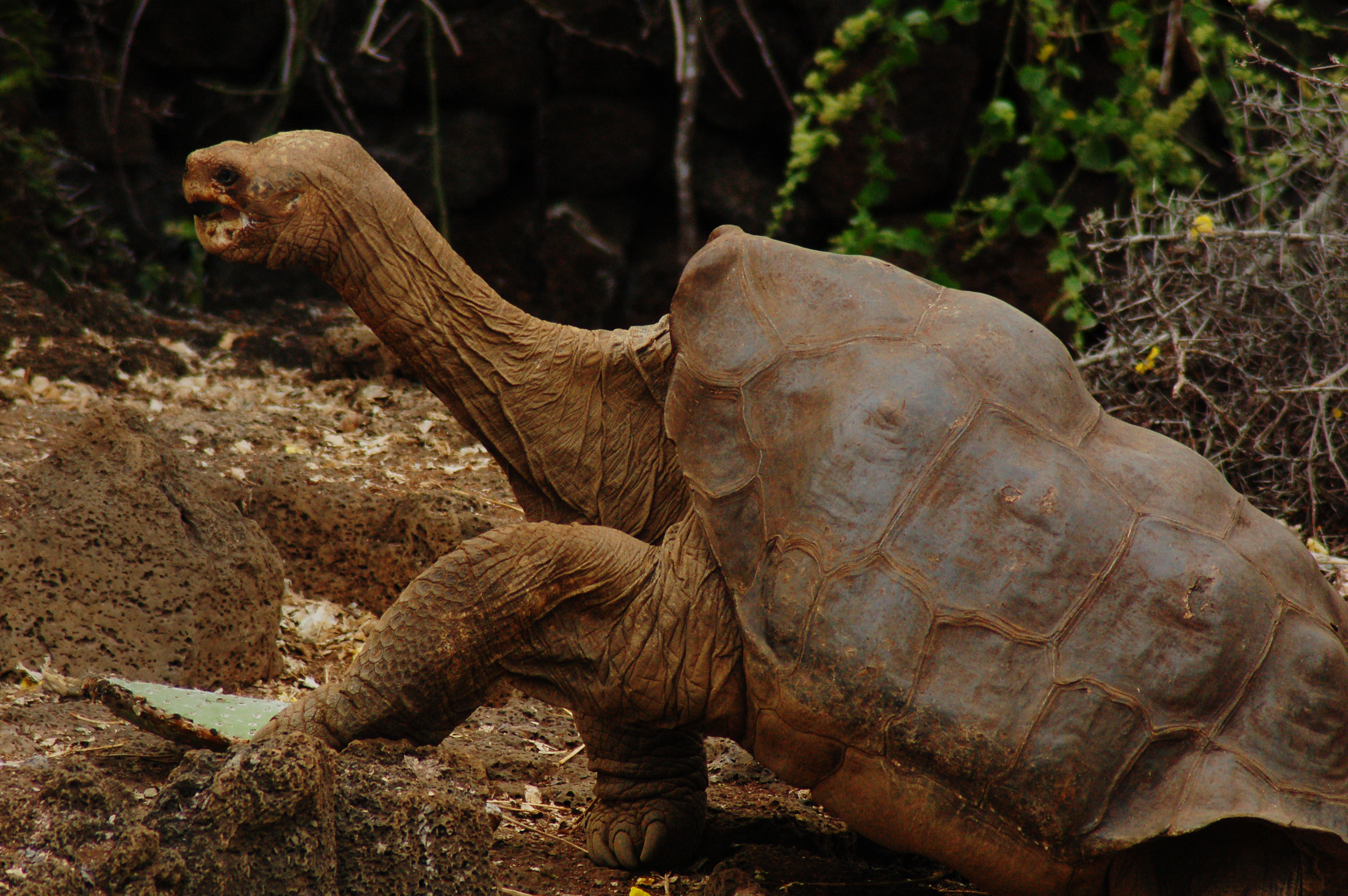
George Solitário, a última tartaruga-das-galápagos-de-pinta

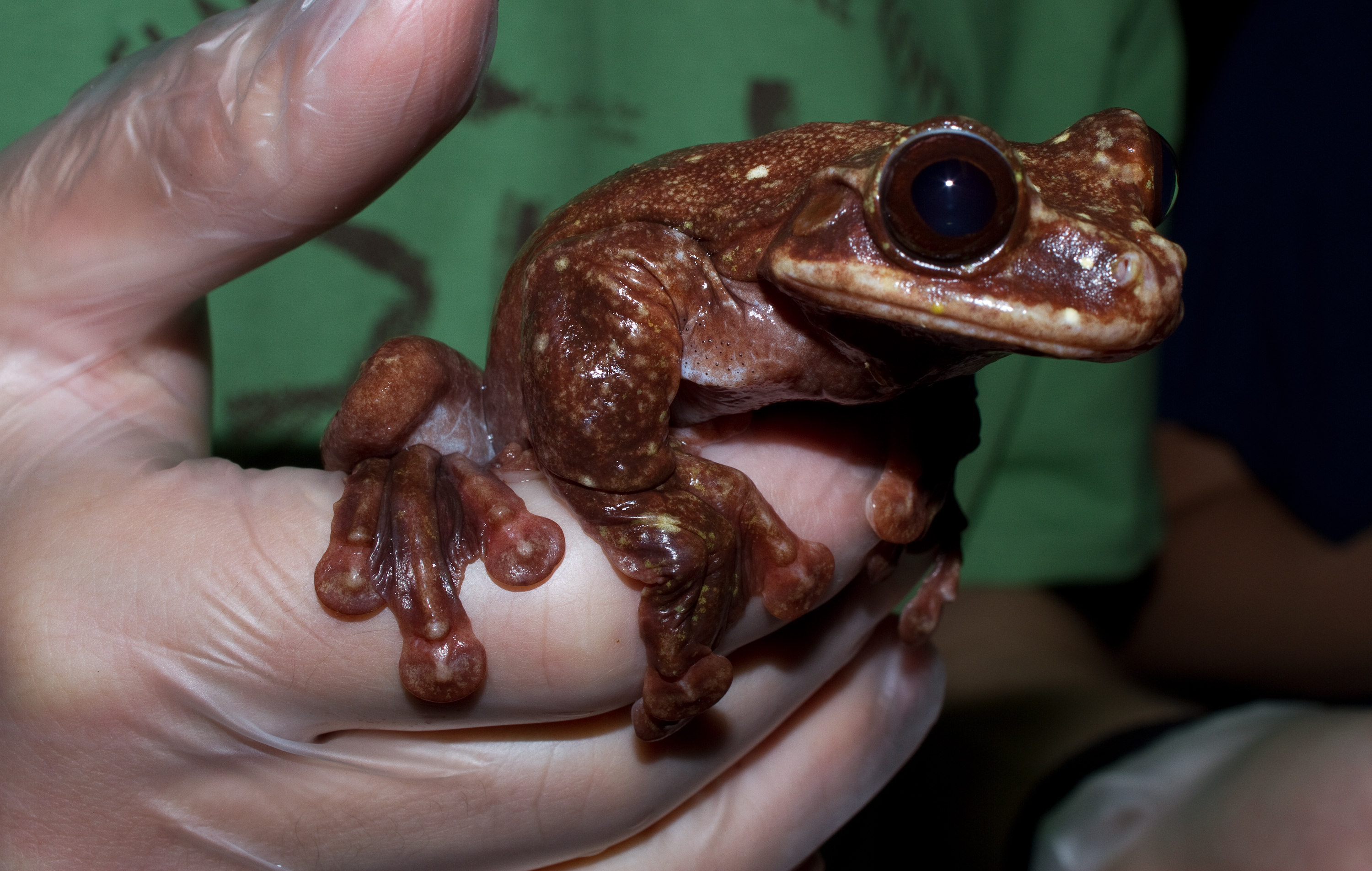
Toughie, último conhecido da espécie Ecnomiohyla rabborum

- O último sapo-dourado conhecido foi visto em 1989.
- Em 24 de junho de 2012, George Solitário, que era a última tartaruga-das-galápagos-de-pinta (Chelonoidis niger abingdonii), morreu em seu habitat nas ilhas Galápagos.[30]
- Até 26 de setembro de 2016, o Atlanta Botanical Garden era o lar do último Ecnomiohyla rabborum conhecido, chamado Toughie. Acredita-se que a espécie tenha se extinguido na natureza principalmente por causa de uma epizootia de Batrachochytrium dendrobatidis em sua área nativa.
- O relicto de Atelopus zeteki foi levado para cativeiro em 2006 para evitar suas mortes por infecção por quitridiomicose.
- O Museu de História Natural de Cochabamba tem Romeo, que até 2019 se acreditava ser provavelmente o último Telmatobius yuracare.[31] A população confirmada agora consiste em menos de 50 indivíduos.[32]

### Invertebrados
- Turgi foi a última Partula turgida, um caracol polinésio, que morreu em 31 de janeiro de 1996 no zoológico de Londres.[33]
- Um tanque no zoológico de Bristol foi o último refúgio de Partula faba, um caracol terrestre de Ra'iātea na Polinésia Francesa. A população caiu de 38 em 2012[34] para um em 2015.[35] O último indivíduo morreu em 21 de fevereiro de 2016.[35]
- George foi o último indivíduo conhecido da espécie de caracol de árvore de Oahu Achatinella apexfulva. Ele morreu em 1º de janeiro de 2019, em cativeiro perto de Kailua, Havaí.[36]

### Plantas
- O Jardim Botânico de Curepipe nas Maurícias, abriga o último espécime da palmeira Hyophorbe amaricaulis desde a década de 1950.[37]
- Pennantia baylisiana só foi conhecida por uma árvore selvagem vive até os dias atuais.[38]
- Apenas um indivíduo da Encephalartos woodii existe desde 1895 (excluindo os muitos clones).
- Apenas um espécime vivo da espécie de árvore Madhuca diplostemon é conhecido.[39]